# Macrohyporia
Macrohyporia là một chi nấm thuộc họ Polyporaceae.